# Enalapril
Enalapril (kot enokomponentno zdravilo se trži pod imeni Enap in Olivin, v kombinaciji z diuretikom hidroklorotiazidom pa kot Enap-H, Enap-HL in Anaton) je zaviralec angiotenzin-konvertaze (ACE) in se uporablja pri terapiji povišanega krvnega tlaka (hipertenzija) ter pri nekaterih vrstah kroničnega srčnega popuščanja. ACE dvigne krvni tlak s krčenjem krvnih žil. ACE-zaviralci, kot je enalapril, preprečijo ta učinek. Za enalapril je dokazano, da znižuje smrtnost zaradi sistoličnega srčnega popuščanja.  Enalapril je bil prvi iz skupine ACE-zaviralcev, poznanih kot dikarboksilatni ACE-inhibitorji.

## Razvoj
Enalapril se uporablja za zdravljenje povišanega krvnega tlaka in  deluje na renin-angiotenzin-aldosteronski sistem. Squibb je razvil prvi inhibitor, kaptopril, vendar je ta imel negativne učinke, kot je kovinski okus (ki ga je povzročila tiolna skupina). Podjetje Merck & Co je razvilo enalapril kot konkurenčni izdelek.

## Enalaprilat
Enalaprilat, prvi dikarboksilatni  zaviralec-ACE, je bil delno razvit zaradi slabosti kaptoprila. Tiolno skupino je nadomestila karboksilna skupina, kljub temu pa so za enako učinkovitost enalaprila morali uvesti še dodatne spremembe. Enalaprilat je posledično imel druge pomankljivosti – zaradi nizke stopnje ionizacije ni bil primeren za peroralno aplikacijo(tablete), temveč le za intravensko uporabo. To je uspelo premagati raziskovalcem v Merck & Co., ki so enalaprilat zaestrili z etanolom in nastal je enalapril. Enalapril je predzdravilo, ki se v organizmu z delovanjem esteraz presnovi do enalaprila. Najvišje koncentracije enalaprila v plazmi zaznamo 2 do 4 ure po peroralni aplikaciji. Izločanje je dvofazno, z začetno fazo ledvične filtracije (razpolovni čas izločanja je od 2 do 6 ur) in naknadno podaljšano fazo (razpolovni čas izločanja 36 ur).
Okvara ledvic [zlasti raven kreatinina < 20 ml/min (< 1,2 L/h)] ima za posledico znatno kopičenje enalaprilata in zahteva zmanjšanje odmerka. Kopičenje je verjetno vzrok za zmanjšano izločanje pri zdravih starejših posameznikih in pri bolnikih s kombinacijo sladkorne bolezni, hipertenzije in srčnega popuščanja.

## Neželeni učinki
Najpogostejši neželeni učinki so hipotenzija, vrtoglavica ob vstajanju (ortostatska hipotenzija) in suh kašelj.

## Sinteza
Patchett, A. A.; in Chronicles of Drug Discovery, Vol. 3; Lednicer, D., ed., ACS Books,
Washington, DC, 1993, 125.

## Farmakodinamika
Encim ACE je peptidil dipeptidaza, ki katalizira pretvorbo angiotenzina I v angiotenzin II, ta pa zvišuje krvni tlak. Enalapril se po absorpciji hidrolizira v enalaprilat, ki zavira ACE. Posledica zaviranja ACE je zmanjšanje plazemske koncentracije angiotenzina II, kar vpliva na povečanje plazemske reninske aktivnosti (zaradi odstranitve negativne povratne zveze pri sproščanju renina) in zmanjšanje izločanja aldosterona. Angiotenzinska konvertaza je istovetna z encimom kinaza II, zato lahko enalapril zavira tudi razgrajevanje bradikinina, ki je močan vazopresorni peptid.